# Історія географії
Історія географії — історія розвитку географічної науки. Історія географії поділяється, відповідно до поділу самої географії, на історію фізичної, економічної та соціальної географії. Вона відображає еволюцію географічних ідей від найдавніших часів до сьогодення, ознайомлює із сучасними проблемами географічної науки і перспективами її подальшого розвитку, розкриває історію розвитку методологічних засад головних географічних теорій.
Історія географії взаємопов'язана з іншими науковими дисциплінами. Фахівці-географи нараховують як мінімум шість наукових дисциплін, які перебувають на міждисциплінарному стику історії й географії: історія географії, історія Доби великих географічних відкриттів, історична географія, історична картографія, історія картографії і картографічне джерелознавство.

## Єгипет
Стародавнім єгиптянам Земля уявлялась у вигляді плаского витягнутого прямокутника, оточеного з усіх боків горами. В епоху Стародавнього царства (приблизно 2500 р. до н. е.) проводилися виміри країни, малювались плани міст, шахт і територій вздовж доріг, здійснювалося межування земель, створювався земельний кадастр (головним чином для визначення розміру податків). Приблизно те саме і в той же час відбувалося у Вавилоні.

## Вавилон
Найдавнішою картою вважають Вавилонську карту світу, яку вчені датують кінцем VIII — початком VII століття до н. е., на ній зображені як реальні географічні, так і різні міфологічні об'єкти.

## Фінікія
Чимало географічних відкриттів зробили фінікійці. Розташовані між Єгиптом і Вавилонією, фінікійці плавали по Середземному морю, відкрили Кіпр, Крит, Сицилію, Сардинію, Балеарські острови, Корсику, Мальту та ін. Більшість з них колонізували. Вони ж заснували Карфаген, відкрили Атлаські гори, Піренейський півострів, де заснували місто Малагу, проникали на Балкани та інші частини південної Європи. Виходили вони і в Атлантику.

## Античний світ

### Еліністичний період
Досократична філософська традиція вже породила чимало передумов до появи географії. Анаксімандр висунув припущення про те, що Земля має форму циліндра, і зробив революційну здогадку, що на іншій стороні «циліндра» також повинні жити люди. Він видавав і окремі географічні твори.
У IV ст. до н. е. — V ст. н. е. античні вчені-енциклопедисти намагалися створити теорію про походження і будову навколишнього світу, зобразити відомі їм країни у вигляді креслень. Результатами цих пошуків стало визначне уявлення про Землю як про кулі (Арістотель), створення мап і планів, визначення географічних координат, введення в ужиток паралелей і меридіанів, картографічних проєкцій. Кратет Малльский, філософ-стоїк, вивчав будову земної кулі і створив модель глобуса, припускав, як повинні співвідноситися погодні умови північної і південної півкулі.
«Географія» в 8 томах Клавдія Птолемея містила відомості про більш ніж 8000 географічних назв і координати майже 400 точок. Ератосфен вперше виміряв дугу меридіана і оцінив розміри Землі, йому належить і сам термін «географія» (землеопис). Страбон був родоначальником країнознавства, геоморфології та палеогеографії. У працях Арістотеля викладені основи гідрології, метеорології, океанології і намічається поділ географічних наук.

## Індія
Міфологічні уявлення про світ надають священні тексти індуїзму: Веди (складені 3-4 тисячі років тому), Пурани (згідно з традицією індуїзму складені наприкінці IV тисячоліття до н. е.), Рамаяна (отримала своє остаточне оформлення між IV ст. до н. е. — ІІ ст. н. е.) і Магабгарата (IV ст. до н. е. — V ст. н. е.). Але в них присутня і стародавня індуська географія, бо згадуються реальні річки, гори, моря, міста і місця, острови, океан, індійські держави та племена.